# Highschoolfilm
Highschoolfilm är en huvudsakligen amerikansk filmgenre som slog igenom under 1970-talet. Filmerna är ofta komedi, men även annat kan förekomma.
Handlingen kretsar kring typiska amerikanska ungdomar och vad de företar sig under sina år i high school. Relationsproblem, kärleksproblem och skolbaler är återkommande teman.

## Urval av highschoolfilmer
- 10 orsaker att hata dig
- American Pie
- Breakfast Club
- Clueless
- Födelsedagen
- Grease
- High School Musical
- High School Musical 2
- High School Musical 3
- John Tucker Must Die
- Mean Girls
- Not Another Teen Movie
- Picture This
- Porky's
- Pretty in Pink
- She's All That
- Sista natten med gänget
- Häftigt drag i plugget
- Häxor, läxor och dödliga lektioner
- Pump up the volume
- Bring It On Fight To The Finish
- 17 Again
- 100 Girls
- Easy A